# 奇林米爾 (亞利桑那州)
奇林米爾（英語：Chilean Mill）是位於美國亞利桑那州亞瓦派縣的一個非建制地區。該地的面積和人口皆未知。

## 地理
奇林米爾的座標為34°09′04″N 112°23′36″W / 34.15111°N 112.39333°W，而該地的平均海拔高度為1425米（即4872英尺）。